# 肉垂阔嘴鸟
肉垂阔嘴鸟（学名：Eurylaimus steerii），是阔嘴鸟科阔嘴鸟属的一种，为菲律宾的特有种。全球活动范围约为97,100平方千米。该物种的保护状况被评为易危。
肉垂阔嘴鸟的平均体重约为38.3克。栖息地包括亚热带或热带的湿润低地林、亚热带或热带的（低地）湿润疏灌丛和亚热带或热带的红树林。